# Jacques de Wert
Jacques de Wert ou Giaches de Wert (né probablement à Weert en 1535 et mort à Mantoue le 6 mai 1596) est un compositeur franco-flamand. Sa carrière s'est déroulée en Italie où il est reconnu comme l'un des plus grands madrigalistes de la période tardive.

## Biographie
Jacques de Wert émigre très jeune en Italie et devient enfant de chœur (« enfant chantant dans le chœur ») à la chapelle de la cour de Maria de Cardona (en), à Avellino, dans les environs de Naples. Il est aussi possible qu'il ait appartenu un temps à la cour de Giulio Cesare Gonzaga di Novellara (it), qui réside à Rome de 1540 à sa mort en 1550. « Si ce dernier élément est exact, cela veut dire qu'il entra tôt en contact avec la grande famille des Gonzaga, au service de laquelle il resta jusqu'à la fin de ses jours », car, à partir de 1550, il est au service d'Alfonso Gonzaga, l'héritier du titre de comte de Novellara, qui exerce une fonction de premier plan à la cour papale. Dès lors, Wert séjourne alternativement à Rome, Mantoue et Novellera
En 1558, il publie son premier livre de madrigaux à 5 voix, ouvrage qu'il dédie « à son mécène Alfonso pour lui témoigner sa gratitude ».
Il se trouve à Parme en  1561, rencontre Cyprien de Rore et devient son élève à la cour de Ferrare. Sa vie privée est agitée. Sa femme le quitte, et il a une liaison malheureuse avec Tarquinia Molza, une poétesse, musicienne et chanteuse de la cour de Ferrare.
Nommé maître de chapelle du gouverneur de Milan en 1563, il envoie, l'année suivante, une messe à Mantoue pour les réjouissances entourant l'achèvement de la nouvelle chapelle ducale Santa Barbara. Cette marque de déférence lui est profitable. En 1565, à l'âge de 30 ans, il entre au service de Guillaume de Mantoue et obtient la charge de chef de chœur de la chapelle ducale de Santa Barbara,. Il y reste en poste jusqu'en 1592, car, en 1587, la vie musicale à Mantoue connaît un nouvel essor après la mort de Guillaume de Mantoue et l'arrivée au pouvoir de Vincenzo Gonzaga, un passionné du théâtre qui sera déçu quand il veut « concevoir, en 1592, son propre projet d'une représentation de Il pastor fido, la pastorale populaire de Guarini, pour lequel Wert écrivit la musique, et qui resta sans suite ».
Au cours de sa longue carrière musicale, Wert écrit 230 madrigaux et autres pièces profanes, publiés en 16 volumes de 1558 à 1608. S'ajoutent à cela plus de 150 œuvres sacrées (principalement des motets et des hymnes) dans lesquels il démontre sa maîtrise du contrepoint. 
Avec Luzzasco Luzzaschi et Luca Marenzio, il est, dans les années 1580, l'un des chefs de file du style plus expressif du madrigal. Les poètes Le Tasse et Giovanni Battista Guarini lui inspirent « régulièrement les choix des textes de madrigaux ; de surcroît, les représentations musicales du célèbre Concerto delle dame de Ferrare, un petit groupe de solistes féminines d'une virtuosité exceptionnelle », lui offrent la possibilité d'explorer une écriture complexe, car « un certain nombre de madrigaux fut sans aucun doute destiné à ces chanteuses, de même que d'autres qui parurent dans des anthologies spécialement constituées pour Laura Peverara, une de ces dames du Concerto ». Jacques de Wert assure un lien entre Cyprien de Rore, son maître à Mantoue et « un des pionniers du madrigal expressif », et le jeune Claudio Monteverdi qui « considère Cyprien de Rore et Wert comme les compositeurs qui lui ont permis de renouveler son écriture ».
Toujours à la recherche d'effets dramatiques, Wert utilise dans ses œuvres aussi bien des textures homophoniques que des passages polyphoniques afin de rendre les contrastes. Dans ses dernières œuvres, il adopte plus volontiers le style concertant, car « l'influence des instructions du Concile de Trente à propos de la simplification de l'écriture polyphonique en vue d'une plus grande attention portée à la compréhension du texte se fait clairement sentir dans ce répertoire particulier de messes, d'hymnes et de psaumes ».

## Œuvre
Liste non exhaustive

### Musique profane

#### Canzonette
- Avorio e gemma et ogni pietra dura
- Douleur me bat (Canzone francesa)
- Vous qui voies le pas que ie chemine sans cesse (Canzone francesa)

#### Madrigaux
230 madrigaux - la majeure partie publiée dans 15 livres entre 1558 et 1595, plus un dernier édité en 1608 à titre posthume - dont :
- A caso un giorno mi guidò la sorte
- Ah dolente partita (texte : Guarini)
- Ahi come soffrirò, dolce mia vita
- Ahi lass'ogn'hor veggio
- Amor, se non consenti che quest'anima trista
- Anima del cor mio
- Ancor che l'alto mio
- Cara la vita mia
- Che fai alma? Deh che ti fa languir misera?
- Che giova posseder cittadi
- Che nuovo e vago sol
- Chel bello Epithimia Chiaretta
- Chi salira per me
- Con voi giocando Amor
- Così di ben amar porto tormento
- Cruda Amarilli (texte : Guarini)
- D'un sì bel foco e d'un sì nobil laccio
- Del vago Mincio sull'adorne sponde
- Dolci spoglie felici e care tanto
- Donna, se ben le chiom'ho già ripiene d'algente neve
- Dunque basciar si belle e dolce labbia
- Ecco che un altra volta, o piagge apriche
- Era il bel viso suo
- Felice l'alma che per voi respira
- Forsennata gridava (texte : Le Tasse)
- Fra le dorate chiome
- Giunto a la tomba
- Gratie ch'a pochi il ciel largo destina
- Ha ninfe adorn'e belle
- Hor fuggi infedele ombra
- Hor si rallegri il Cielo
- Il dolce sonno mi promise pace
- In qual parte sì ratto i vanni muove
- Io mi vivea del mio languir contento
- Io non son però morto
- Ite, pensieri miei, ite sospiri
- Le strane voci, i dolorosi accenti
- Lieto Phebo del mar, più che l'usato
- Luce degl'occhi miei
- Lungo le rive del famoso Tebro
- Ma di che debbo lamentarmi
- Mesola, il Po da lato, e ’l mar a fronte
- Mia benigna fortuna
- Misera, che farò, poi ch'io mi moro
- Misera me, che deggio far lontana dal mio signor
- Misera, non credea ch'agli occhi miei (texte : Le Tasse)
- Non è sì denso velo
- Non fia vero giamai che mi doni più guai, donna
- Non sospirar, Pastor
- O ne miei danni più che'l giorno chiara
- O primavera, gioventù de l'anno (texte : Guarini)
- Onde avviene cor mio che in tanti affanni
- Or si rallegri il cielo
- Peccavi super numerum
- Per mezz'i boschi inhospiti e selvaggi
- Poi che vuole il ben mio che lontana
- Qual musico gentil (texte : Le Tasse)
- Quel rosignuol, che sì soave piagne
- Queste non son più lagrime
- Questi ch’indizio fan del mio tormento
- Questi odorati fiori
- Rallegrati mio cor
- Sarò signor io sol del mio pensiero
- Sì com'ai freschi matutini rai
- Solo et pensoso i più deserti campi
- Son animali al mondo di sì altiera vista
- Sorgi et rischiara al tuo apparir il cielo
- Sovente all'hor
- Tirsi morir volea
- Trascende l'Alpi e torn'in Lombardia
- Udite, lagrimosi spirti d'Averno (texte : Guarini)
- Usciva homai del molle e fresco grembo (texte : Le Tasse)
- Vaghi boschetti di soavi allori
- Vago augelletto che cantando vai
- Valle che de’ lamenti miei se’ piena
- Vani e sciocchi non men ch'egri e dolenti
- Vener, ch'un giorno avea
- La verginella e simile alla rosa
- Vezzosi augelli infra le verdi fronde (texte : Le Tasse)
- Vicino un chiaro e cristallino fonte
- Vive doglioso il core
- Voi, nemica crudele di pietade e d'amor
- Voi volete ch'io muoia

### Musique sacrée

#### Messes
7 messes, dont :
- Missa Dominicalis
- Missa Transeunte Domino

#### Motets
Plus de 50 motets, dont :
- Adesto dolori meo
- Amen, amen dico vobis
- Ascendente Jesu in naviculam
- Ave Virgo
- Deus iustus, et salvans
- Ego autem in Domino sperabo
- Egressus Jesus
- Hoc enim sentite in vobis
- Lauda Jerusalem
- O altitudo divitiarum
- O Crux ave, spes unica
- O sacrum Convivium
- Peccavi super numerum
- Quiescat vox tua a ploratu
- Saule, Saule
- Speremus meliora omnes
- Transeunte Domino
- Virgo Maria hodie ad coelum
- Vox in Rama

#### Hymnes
Plus de cent hymnes, dont :
- Gaudete in Domino
- Te Deum

#### Magnificats
- Magnificat Primi Toni
- Magnificat a Septimi Toni I
- Magnificat a Septimi Toni II

#### Passion
- Passio secundum Marcus (Passion selon saint Marc)

## Sources
- Françoise Ferrand (sous la direction de), Guide de la musique de la Renaissance, Paris, Fayard, coll. « Les Indispensables de la musique », 2011, 1235 p.  (ISBN 978-2-213-60638-5)
- Marc Vignal (sous la direction de), Dictionnaire de la musique, Paris, Larousse, 2011, 1516 p.  (ISBN 978-2-0358-6059-0)